# Шайвозеро
Шайвозеро, Шайозеро — пресноводное озеро на территории Кестеньгского сельского поселения Лоухского района Республики Карелии.

## Общие сведения
Площадь озера — 4,5 км², площадь водосборного бассейна — 23 км². Располагается на высоте 190,1 метров над уровнем моря.
Форма озера лопастная, продолговатая: оно более чем на четыре километра вытянуто с северо-запада на юго-восток. Берега изрезанные, каменисто-песчаные, преимущественно возвышенные.
Из юго-восточной оконечности Шайвозера вытекает протока, впадающая в озеро Тухкальское, из которого берёт начало река Корпийоки, впадающая в реку Пончу, которая, в свою очередь, впадает в Пяозеро.
В озере расположено более трёх десятков безымянных островов различной площади, рассредоточенных по всей площади водоёма, однако их количество может варьироваться в зависимости от уровня воды.
Вдоль юго-восточного берега озера проходит трасса 86К-127 («Р-21 „Кола“ — Пяозерский — граница с Финляндской Республикой»).
Населённые пункты вблизи водоёма отсутствуют. В двух километрах к юго-востоку располагается деревня Тухкала.
Код объекта в государственном водном реестре — 02020000411102000000452.